# Garljano
Garljano (bulgarisch Гърляно) ist ein Dorf in der Gemeinde Kjustendil in Westbulgarien.

## Geografie
Garljano liegt östlich der Stadt Kjustendil und ist 12 km von ihr entfernt. Es liegt auf 999 m und hat eine Fläche von 12 km².
9 km Luftlinie entfernt befindet sich die Grenze mit Nordmazedonien.

## Infrastruktur
Im Dorf gibt es bis auf ein Tschitalischte keine bildenden Einrichtungen. Eine Busverbindung besteht, ebenso wie ein gutes Telefon- und Internetnetz.

## Wirtschaft
2018 gab es drei Landwirte bzw. Landwirtschaftsunternehmen und eine Firma.

## Verkehr
Das Dorf liegt an der I-6, welche auch Kjustendil mit Nordmazedonien verbindet.

## Bevölkerungsentwicklung
Die Einwohnerzahl hat sich nach einer Zeit der Verminderung eingependelt.
| Datum      | Einwohnerzahl |
| ---------- | ------------- |
| 31.12.1934 | 427           |
| 31.12.1946 | 411           |
| 01.12.1956 | 423           |
| 01.12.1965 | 281           |
| 02.12.1975 | 285           |
| 04.12.1985 | 247           |